# Збигнев из Бжезья
Збигнев из Бжезья (1360—1425) — польский государственный и военный деятель, маршалок великий коронный (1399—1425), староста краковский (1409—1410), дипломат.

## Биография
Представитель польского шляхетского рода герба «Задора». Старший сын подстолия краковского и маршалка королевского Пжедбора из Бжезья (ум. 1387/1388).
Близкий соратник польского короля Владислава Ягелло, от имени короля ездил с посольством к императору Священной Римской империи и королю Венгрии Сигизмунду Люксембургскому.
В 1408 году возглавлял польский военный контингент, отправленный на помощь великому князю литовскому Витовту, воевавшему с Великим княжеством Московским.
В 1410 году во время Грюнвальдской битвы Збигнев из Бжезья командовал 34-й хоругвью коронного маршалка.
В 1413 году он участвовал в подписании акта Городельской унии между Польским королевством и Великим княжеством Литовским.

## Семья и дети
Был дважды женат. Его первой женой была Анна, происхождение которой неизвестно. Дети от первого брака:
- Николай «Маршалкович» из Бжезья (ум. 1462), маршалок надворный коронный (1425—1434), подстолий краковский (1435), маршалок великий коронный (1440—1462), староста сондецкий, вислицкий и ново-корчинский

Около 1420 года вторично женился на Анне из Тенчина (ум. 1445/1451), дочери подстолия краковского и каштеляна войницкого Анджея из Тенчина (ум. после 1414) и Анны из Горая. Дети от второго брака:
- Ян «Маршалкович» из Бжезья (ум. 1451), маршалок надворный коронный (1448—1451)
- Збигнева, муж — Лукаш из Слупса